# Tafraout
Tafraout (àrab: تافراوت, Tāfrāwt; amazic estàndard marroquí: ⵜⴰⴼⵔⴰⵡⵜ, Tafrawt) és un municipi de la província de Tiznit, a la regió de Souss-Massa, a la part central de l'Anti-Atles, al Marroc. Segons el cens de 2014 tenia una població total de 6.345 persones.

## Nom i etimologia
El significat bàsic del nom femení chelja tafrawt és ‘conca o cisterna en la qual l'aigua extreta d'un pou és vessada’, amb un significat derivat ‘vall'. El centre de la ciutat de Tafraout és situat en realitat en una petita vall, al peu de la muntanya Lkest.
Un habitant singular masculí es diu en chelja u Tfrawt, plural ayt Tfrawt; un habitant femení singular és ult Tfrawt, plural ist Tfrawt.

## Galeria de fotos

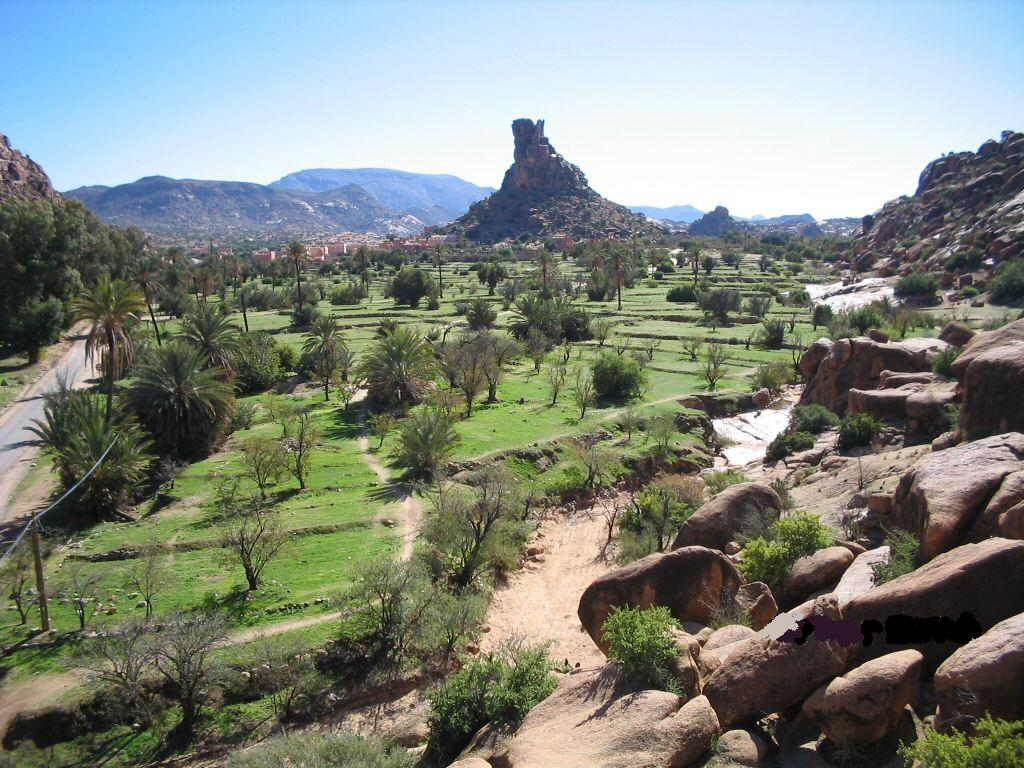
Tafraout
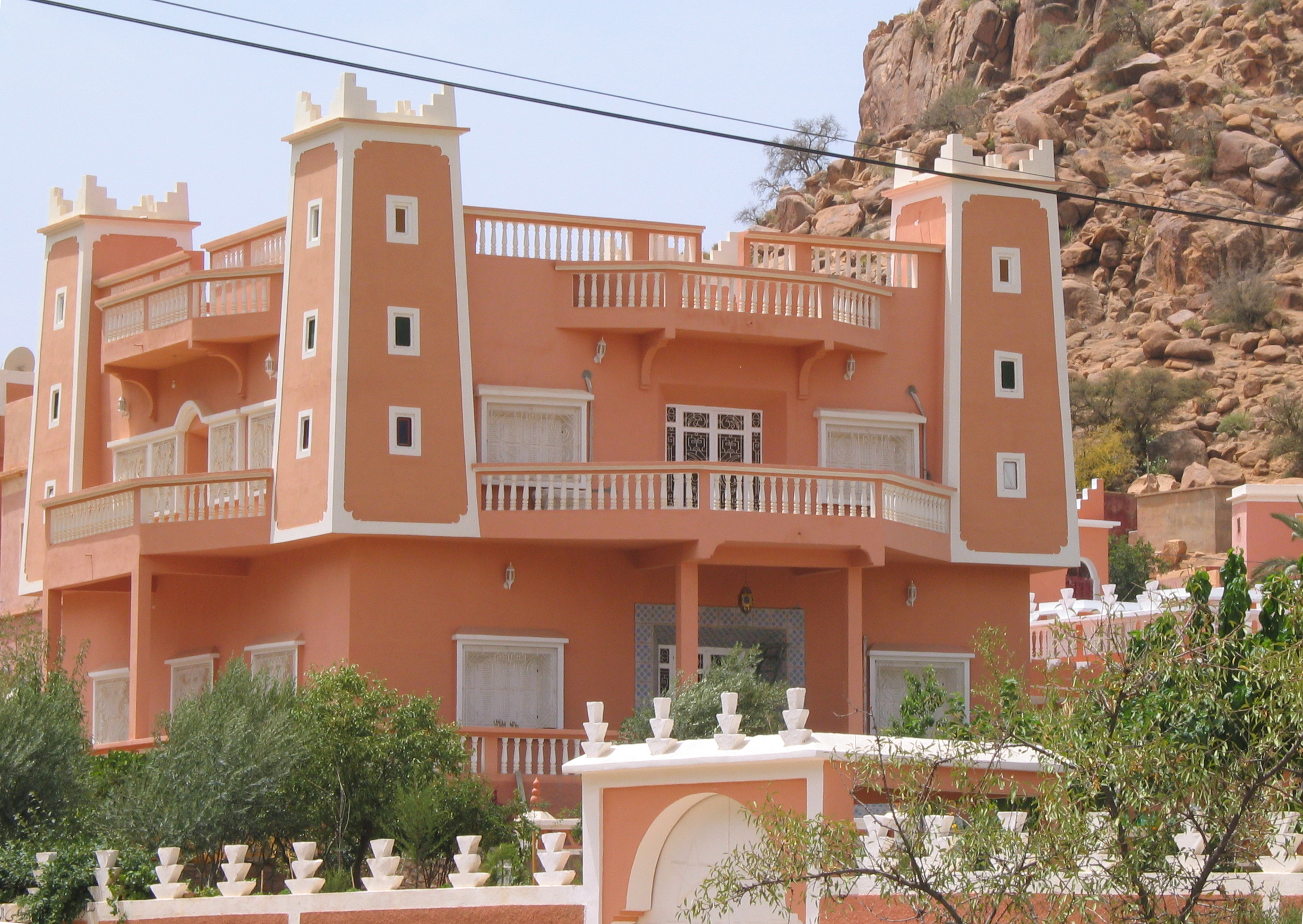
Casa a Tafraout
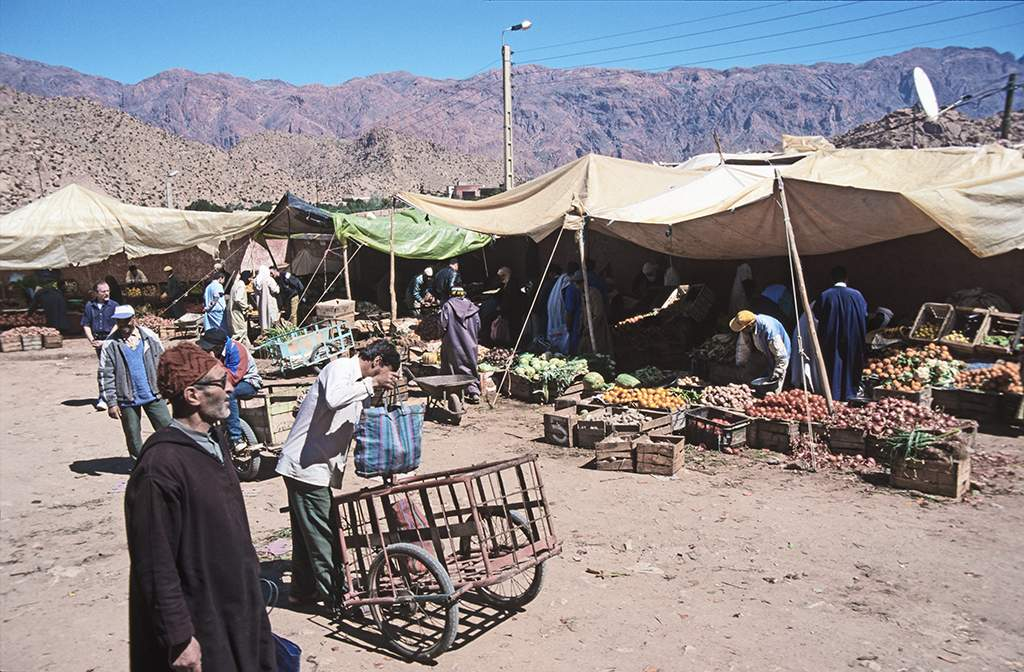
Tafraout el dia de mercat
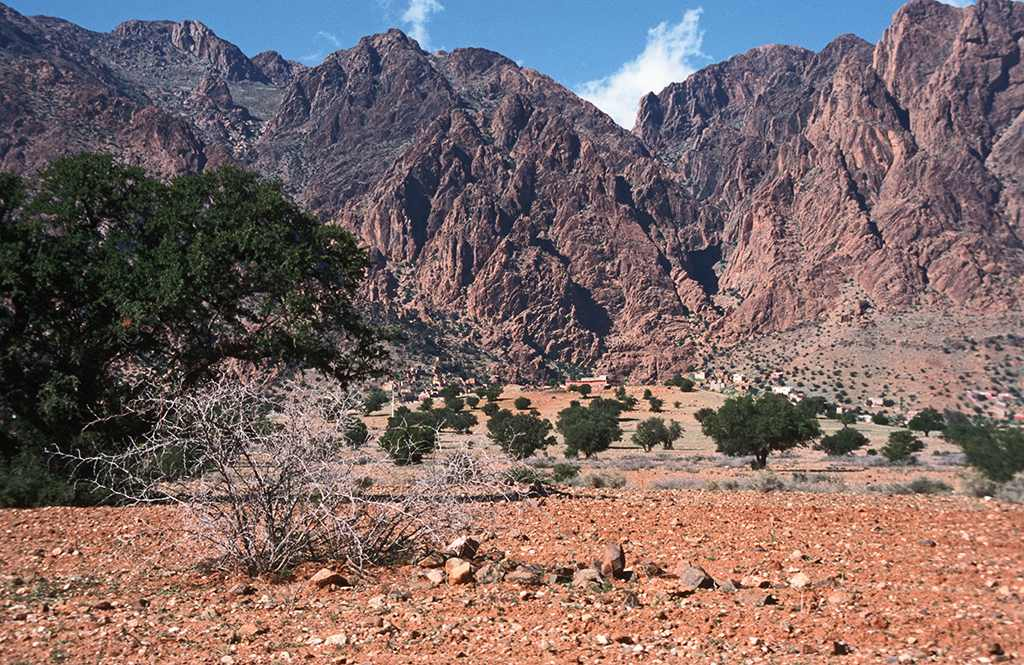
Vall dels Ammeln, Tafraout
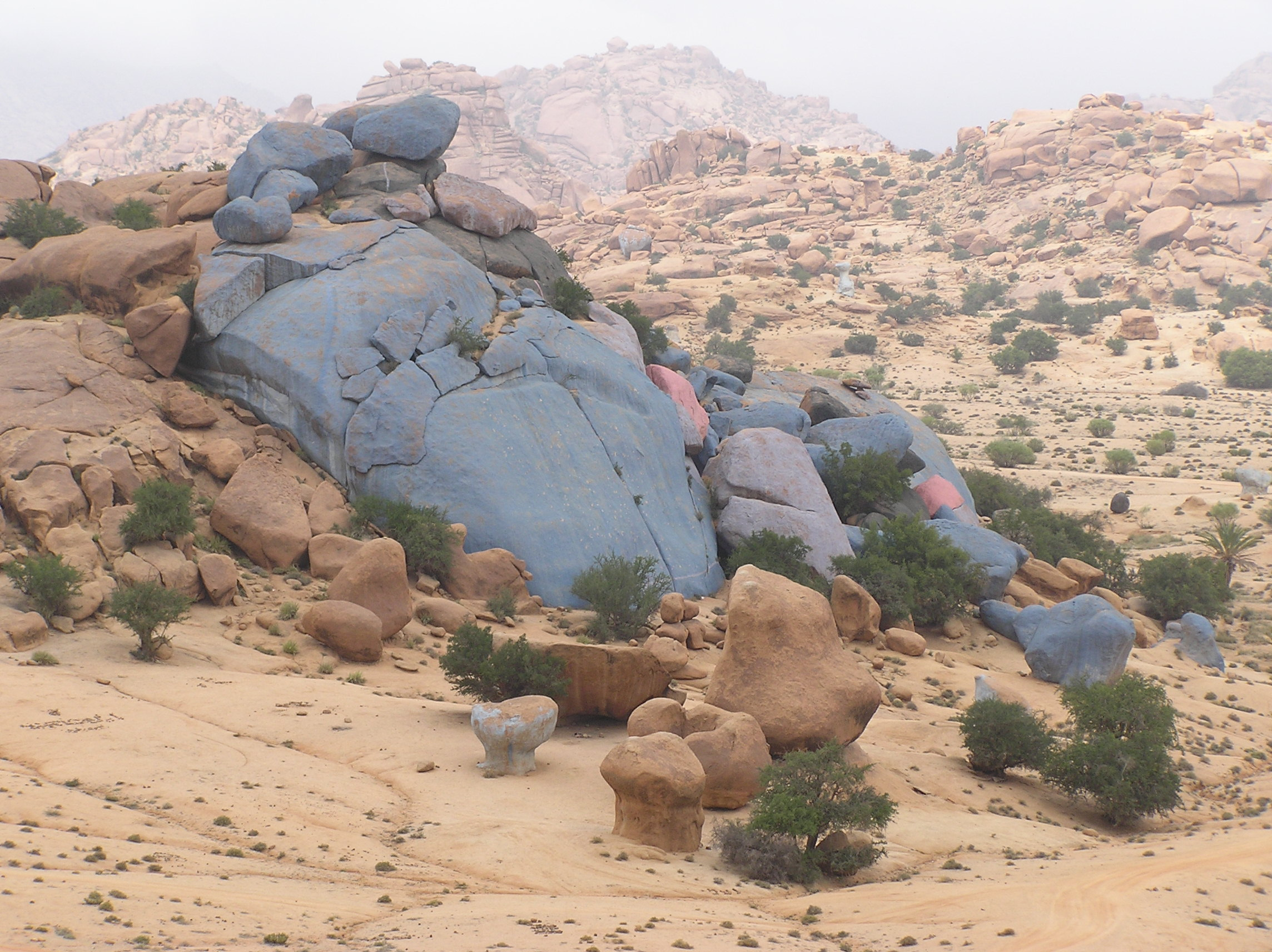
Les rochers bleus a Doutalzought. Tafraout pel pintor Jean Vérame
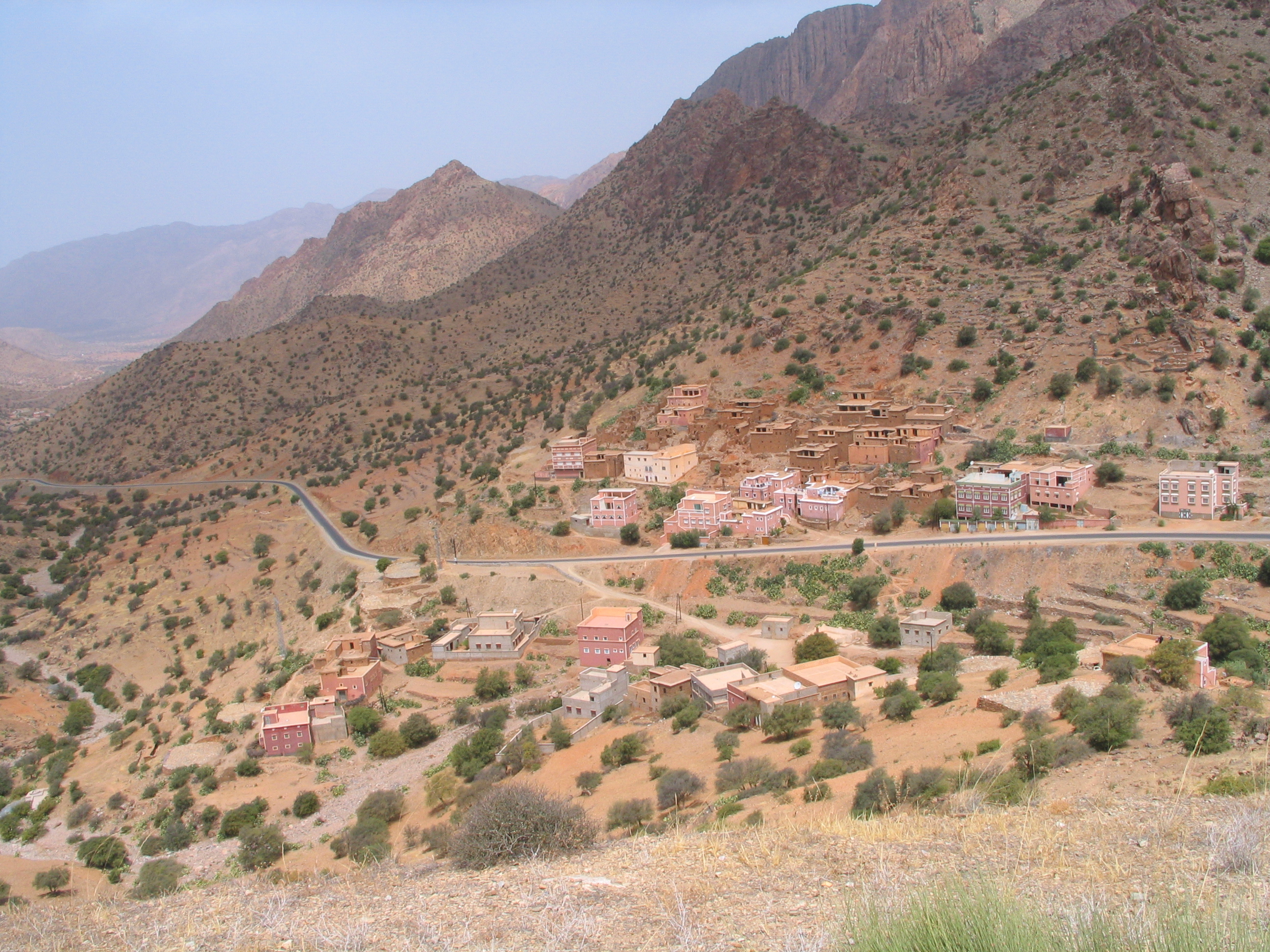
Vall dels Ammeln, Tafraout
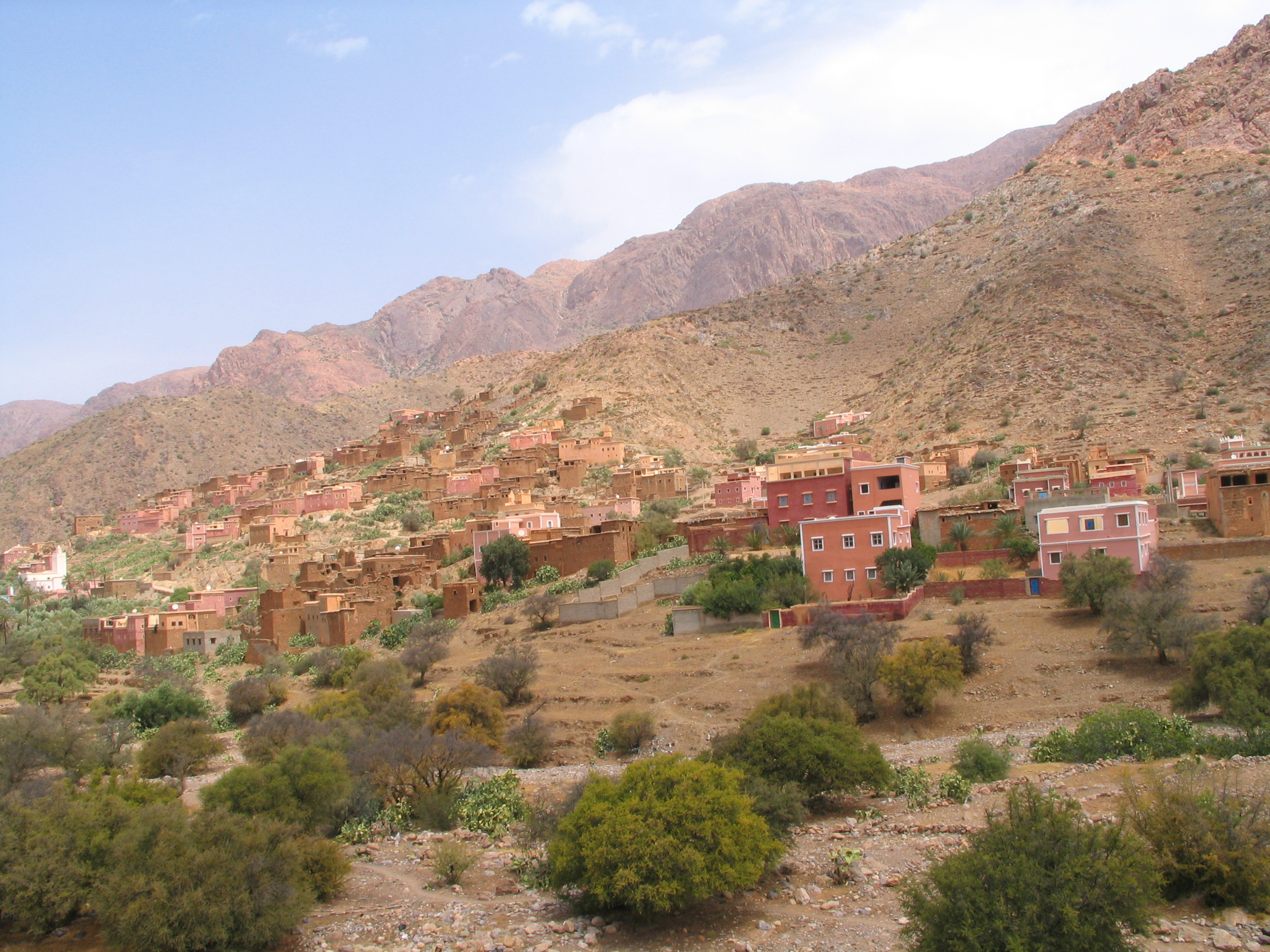
Vall dels Ammeln, Tafraout
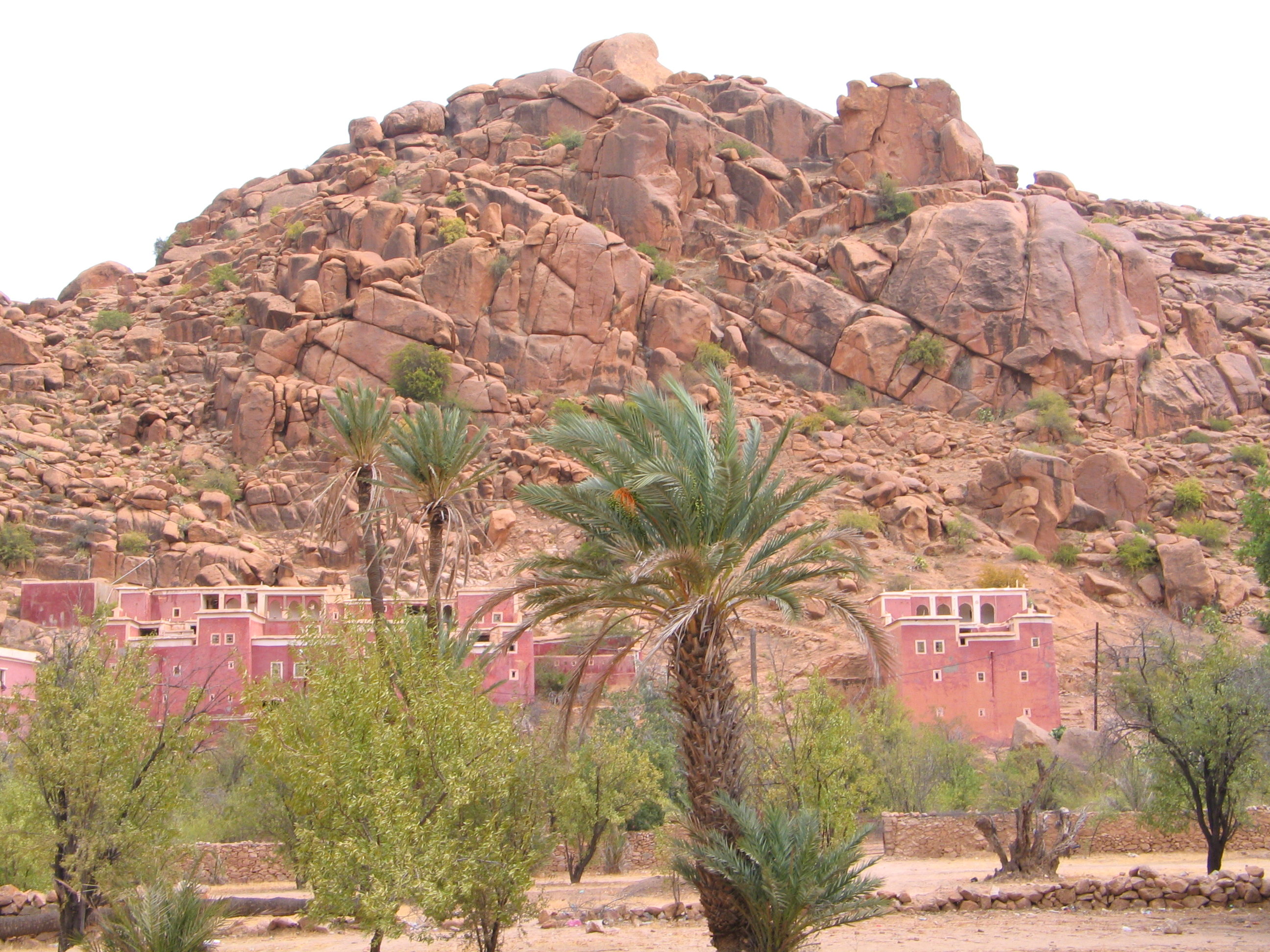
Tafraout, vila
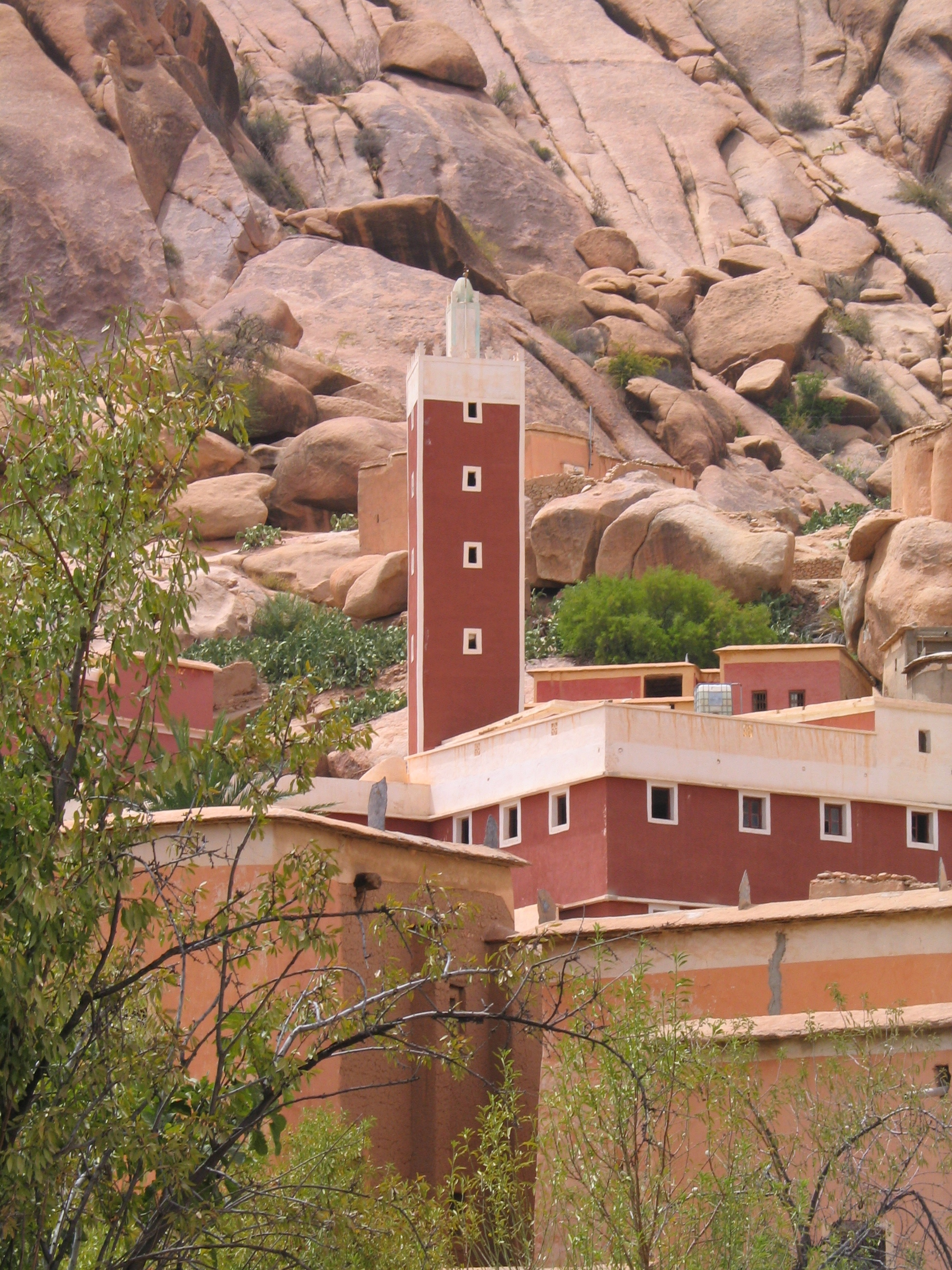
Tafraout, minaret